# Biroul Român de Metrologie Legală
Biroul Român de Metrologie Legală are ca misiune principală asigurarea bazei științifice a uniformității și exactității măsurărilor în România.
Activitatea de metrologie este oficială începând cu 15 septembrie 1864, când domnitorul Alexandru Ioan Cuza a promulgat legea pentru adoptarea Sistemului Metric de măsuri și greutăți în România.
România a fost a 16-a țară din lume care a adoptat Sistemul Metric de unități de măsură creat în Franța, în 1799.